# Lertha extensa
Lertha extensa is een insect uit de familie van de Nemopteridae, die tot de orde netvleugeligen (Neuroptera) behoort. 
Lertha extensa is voor het eerst wetenschappelijk beschreven door Olivier in 1811.